# 207 Hedda
207 Hedda eller 1932 CL1 är en asteroid upptäckt 17 oktober 1879 av den österrikiske astronomen Johann Palisa i Pula, Kroatien. Asteroiden fick sitt namn efter Hedwig Winnecke, hustrun till den tyske astronomen Friedrich August Theodor Winnecke.
Asteroiden har en diameter på ungefär 57 kilometer.